# بیمارستان آرویو گراند کامیونیتی
بیمارستان آرویو گراند کامیونیتی (به انگلیسی: Arroyo Grande Community Hospital) بیمارستانی خصوصی، مدیکر در شهر آرویو گراند، کالیفرنیا ایالات متحده آمریکا است و دارای ۶۵ تخت است.